# Proechimys mincae
Proechimys mincae is een zoogdier uit de familie van de stekelratten (Echimyidae). De wetenschappelijke naam van de soort werd voor het eerst geldig gepubliceerd door J.A. Allen in 1899.

## Voorkomen
De soort komt voor in Colombia.